# Trišolski turnir
Trišolski turnir je turnir kjer se pomerijo tri čarovniške šole. Vsaka šola ima svojega prvaka. Prvak mora prestati vse tri naloge in s tem dobiva točke. Prva naloga je, da se morajo prebiti mimo zmaja. Druga naloga je, da morajo iz jezera rešiti svojega prijatelja. Tretja pa je labirint. Kdor se prvi prebije do pokala v središču labirinta zmaga. A s tem ne dobi samo pokala temveč tudi 1000 guldov (veliki zlati kovanci). V knjigi Harry Potter in ognjeni kelih pa so štirje prvaki med katere spad tudi Harry čeprav ni polnoleten. Kajti izbral ga je Ognjeni kelih in po pravilih mora tekmovati. Za bolj podroben opis preberite knjigo Harry Potter in ognjeni kelih.